# Wise Data Recovery
Wise Data Recovery est un logiciel gratuit de récupération de données, développé par les auteurs de Wise Registry Cleaner et Wise Disk Cleaner : WiseCleaner.com. Il peut récupérer des fichiers (photo, Word, courriel, texte, etc.) qui ont été supprimés "définitivement" et marqués comme espace libre par le système d'exploitation. Ce programme peut aussi être utilisé pour récupérer des fichiers supprimés de clés USB, cartes mémoires ou encore de lecteurs MP3 portables.

## Fonctions
- Wise Data Recovery indique le degré de "récupérabilité" (Bonne, Faible, Très faible ou Nulle) de chaque fichier détecté[1].
- Filtrage des données par un filtre de type générique de fichier (image, audio, vidéo, document, fichier compressé et courriel)[2].
- Filtrage des résultats du balayage par un filtre de type spécifique de fichier (JPEG, PNG, ZIP, DOC, XLS, TXT, MP3, MP4, etc.)
- Support des lecteurs locaux ET amovibles[3].
- Meilleur support des disques FAT32 & NTFS[4].
- C'est un logiciel 100 % gratuit, disposant d'une vitesse de balayage très élevée.

## Autres logiciels de  WiseCleaner.com
- Wise Care 365- Un tout-en-un outil PC de nettoyage et PC d'optimisation.
- Wise Disk Cleaner - Un outil gratuit de nettoyage et de défragmentation de disques.
- Wise Registry Cleaner - Un outil gratuit de nettoyage et d'optimisation du Registre.